# رامون مندز
رامون مندز اوبنر (به پرتغالی: Ramon Menezes Hubner) هافبک اهل برزیل است که در شهر Contagem و در تاریخ ۳۰ ژوئن ۱۹۷۲ به دنیا آمده‌است.
رامون در تیم‌های فوتبال کروزیرو سابقهٔ حضور دارد.